# Andrea Belotti
Andrea Belotti, född 20 december 1993 i Calcinate, är en italiensk fotbollsspelare (anfallare) som spelar för Como i Serie A. Han representerar även det italienska landslaget.

## Landslagskarriär
Belotti debuterade för Italiens landslag den 1 september 2016 i en 3–1-förlust mot Frankrike, där han byttes in i den 74:e minuten mot Éder.